# Campeonato de Gales de Rugby 1997-98
El Campeonato de Rugby de Gales (Wales Rugby Union Division 1) de 1997-98 fue la octava edición del principal torneo de rugby de Gales.

## Sistema de disputa
El torneo se disputó en formato de todos contra todos en la que cada equipo enfrentó en condición de local y visitante a cada uno de sus rivales.
El equipo que al finalizar el torneo obtuviera mayor cantidad de puntos, se coronó como campeón del torneo, mientras que la última posición descendió directamente a la División 2.
Puntuación
Para ordenar a los equipos en la tabla de posiciones se los puntuará según los resultados obtenidos.
- 2 puntos por victoria.
- 1 puntos por empate.
- 0 puntos por derrota.
- 1 punto bonus por ganar haciendo 3 o más tries que el rival.
- 1 punto bonus por perder por siete o menos puntos de diferencia.

## Clasificación
| Pos. | Equipo     | Encuentros | Encuentros | Encuentros | Encuentros | Tantos | Tantos | Tantos | Puntos |
| Pos. | Equipo     | PJ         | PG         | PE         | PP         | F      | C      | Dif    | Puntos |
| ---- | ---------- | ---------- | ---------- | ---------- | ---------- | ------ | ------ | ------ | ------ |
| 1.º  | Swansea    | 14         | 11         | 2          | 1          | 569    | 263    | +306   | 35     |
| 2.º  | Cardiff    | 14         | 10         | 1          | 3          | 469    | 297    | +172   | 31     |
| 3.º  | Pontypridd | 14         | 8          | 2          | 4          | 441    | 299    | +142   | 26     |
| 4.º  | Ebbw Vale  | 14         | 8          | 0          | 6          | 302    | 375    | -73    | 24     |
| 5.º  | Neath      | 14         | 6          | 1          | 7          | 351    | 430    | -79    | 19     |
| 6.º  | Llanelli   | 14         | 5          | 2          | 7          | 370    | 331    | +39    | 17     |
| 7.º  | Bridgend   | 14         | 3          | 2          | 9          | 276    | 523    | -247   | 11     |
| 8.º  | Newport    | 14         | 0          | 0          | 14         | 224    | 484    | -260   | 0      |

|  | Campeón.                                |
|  | Clasificado a la Copa Heineken 1998–99. |
|  | Descendido a la División 2.             |

| Bandera de Gales |
| Campeón Swansea  |
| Tercer título    |